# دکتر فیت
دکتر فِیت (به انگلیسی: Doctor Fate) عنوان چندین شخصیت خیالی ابرقهرمان در کتاب‌های کامیک آمریکایی منتشر شده توسط دی‌سی کامیکس است. این شخصیت تا کنون در تجسم‌های مختلفی ظاهر شده است و عنوان دکتر فیت نام چندین فرد مختلف در جهان دی‌سی به‌شمار می‌رود که به عنوان جانشین جادوگری محسوب می‌شوند. اولین نسخه از این شخصیت توسط نویسنده گاردنر فاکس و طراح هاوارد شرمن خلق شده است و برای اولین بار در شمارهٔ ۵۵ از مجموعه کمیک مور فان کامیکس (مه ۱۹۴۰) حضور پیدا کرد. وی در نهایت توسط برینیک فضایی کشته شد. بعد از کنت نلسون کلاه به اریک و لیندا اشتراوس رسید و در نهایت در آخر به زاتانا دختر جان زاتارا (شاگرد و دخترخوانده کنت نلسون) رسید و او تا آخر عمر دکتر فیت شد.
کنت و سون نلسون که باستان شناسانی معروف محسوب می‌شدند، درحالی‌که در غاری عجیب و جادویی در بین‌النهرین بودند، ناخواسته نابو را از خواب بیدار کردند و در پی همین ماجرا، یک گاز سمی در غار رها شد؛ سمی که سون نلسون (پدر کنت نلسون) را به قتل رساند اما هیچ آسیبی به خود کنت نزد؛ نابو که با دیدن این اتفاق دلش به حال کنت می‌سوخت، تمام خاطراتی را که او از پدرش و این اتفاقات داشت، پاک کرد و کنت را به‌عنوان شاگرد خود آموزش داد. در پی همین اتفاقات کنت نلسون به سرعت بزرگتر شد و مهارت‌های عرفانی و جادویی زیادی را از نابو آموخت، سپس وی به عنوان اولین دکتر فیت دنیای دیسی معرفی و شناخته شد.
کسی که دکتر فیت می‌شود باقدرت‌های نابو یعنی عنوان خدای سحر و جادو یا بزرگ‌ترین جادوگر عالی‌رتبه را به‌دست می‌آورد، و توانایی‌های بیکران در زمینهٔ سحر و جادو و هنرهای عرفانی را دارد، همچنین او وظیفهٔ محافظت از جادو را نیز دارد. اسپکتر گفته که دکتر فیت تقریباً به اندازهٔ او قدرتمند است. در سری کامیک‌های آل استار اسکوادروم دکتر فیت با اسپکتر جنگیده و ضربات مهلکی نیز به او زده است.
پیرس برازنان نقش دکتر فِیت را در فیلم بلک ادم (۲۰۲۲) ایفا کرد.

## نابو

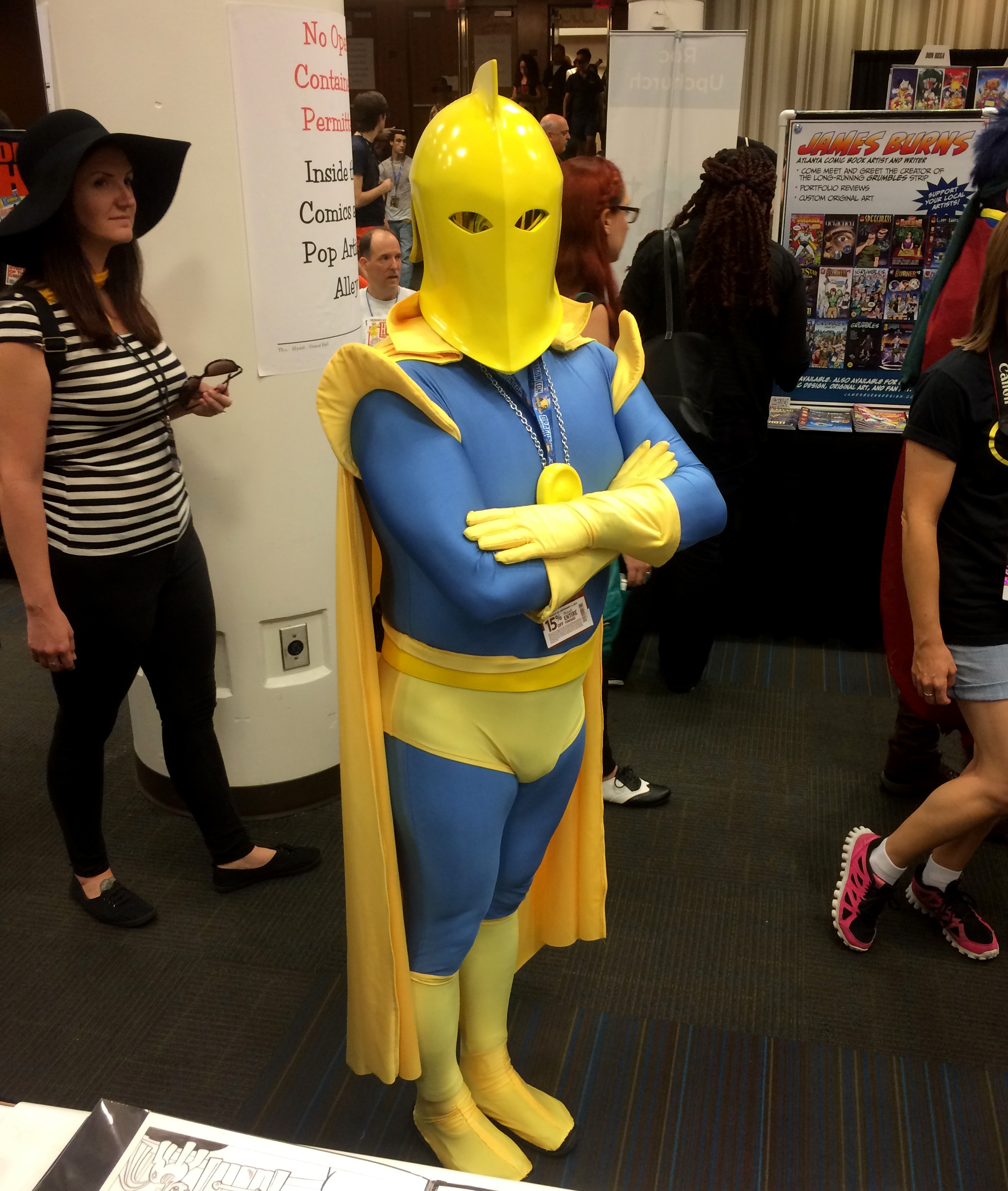
دکتر فیت

نابو قدرتمندترین ارباب در عصر نهم جادو و یکی از قدرتمندترین جادوگران در دنیای دیسی بود. زمانی که اسپکتر بدون میزبان بود توسط اکلیپسو علیه جادو هدایت شد. اسپکتر کسانی مانند: دکتر فیت، فانتوم استرنجر، مادام زاندو، شزم که توسط ده‌ها هزار کاربر جادو حمایت می‌شد، ویزارد شزم و اربابان نظم و آشوب را شکست داد. در آنجا بود که نابو شخصاً وارد نبرد با اسپکتر شد. در این نبرد نابو ضربه‌های مهلکی به اسپکتر بدون محدودیت زد؛ اما درنهایت گذاشت که اسپکتر او را بکشد. این عمل اسپکتر مورد توجه پرزنس قرار گرفت و برای مجازات اسپکتر را به میزبان جدیدی فرستاد. نابو درحال مرگ به قهرمانان گفت که با مرگش عصر نهم جادوگری به پایان می‌رسد و عصر دهم آغاز می‌شود. سپس کلاهش را فرستاد تا دکتر فیت بعدی را انتخاب کند.